# Células ciliadas

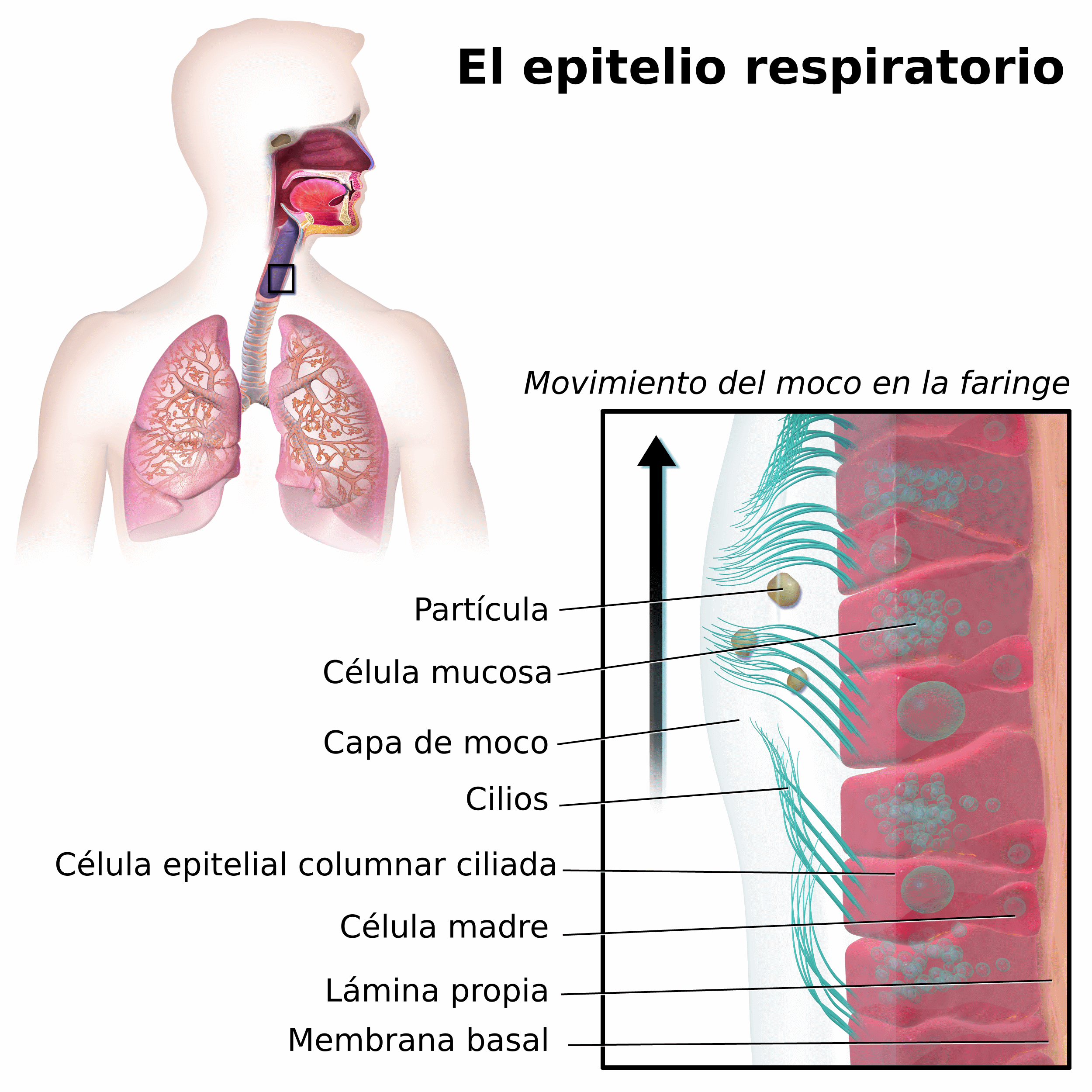
Representación del epitelio del aparato respiratorio, donde puede observarse claramente la presencia de células ciliadas

Las células ciliadas son aquellas que poseen cilios. Los cilios son prolongaciones cilíndricas delgadas que se proyectan desde la superficie de la célula, están formadas por microtúbulos del citoesqueleto envueltos por la membrana ciliar.
Los cilios móviles forman parte del epitelio del aparato respiratorio, del epéndimo o del aparato reproductor, mientras que los primarios se hallan virtualmente en cualquier tipo celular, como osteocitos, túbulo renal, fibroblastos y neuronas.

## Funciones
Las células ciliadas están implicados en las funciones más diversas. Los cilios móviles intervienen en la propulsión de organismos unicelulares, y en la de algunos pluricelulares, como los platelmintos. En los organismos superiores, están implicados en la limpieza de las vías respiratorias, el desplazamiento de los gametos y contribuyen a regular el balance hídrico en los órganos excretores, la circulación de fluidos en la cavidad celómica, el sistema nervioso, el filtrado de partículas en las branquias. Los cilios sensoriales contribuyen al reconocimiento de individuos compatibles en el apareamiento de protistas, mecanorrecepción en artrópodos, geotaxis en moluscos, reconocimiento y anclaje al hospedador en protistas parásitos y quimiorrecepción en vertebrados.

## Células ciliadas específicas

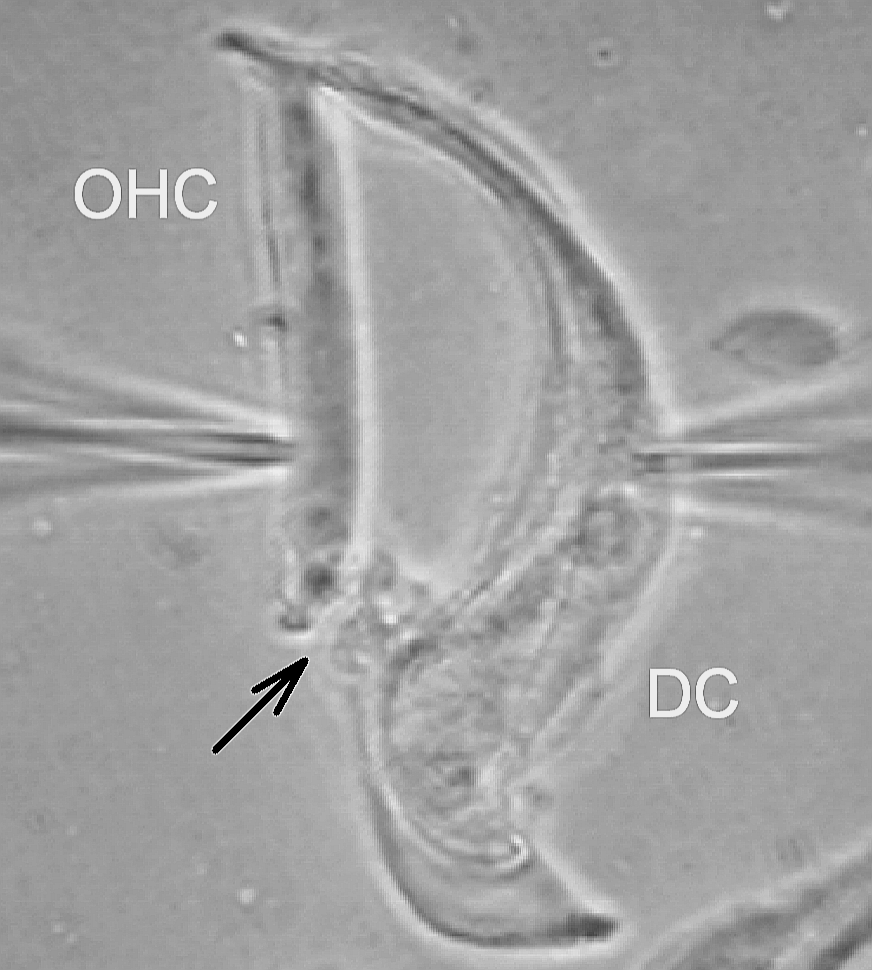
OHC= Célula Ciliada Externa aislada. Microscopía óptica.

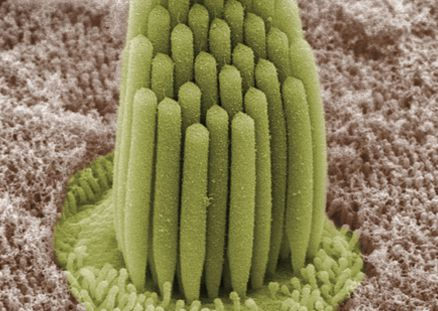
Estereocilias en una célula Ciliada.

- Células ciliadas del órgano de Corti en el oído.
- Células ciliadas del epitelio del aparato respiratorio.